# Rue de la Fosse
La rue de la Fosse est une rue de Nantes, en France.

## Situation et accès

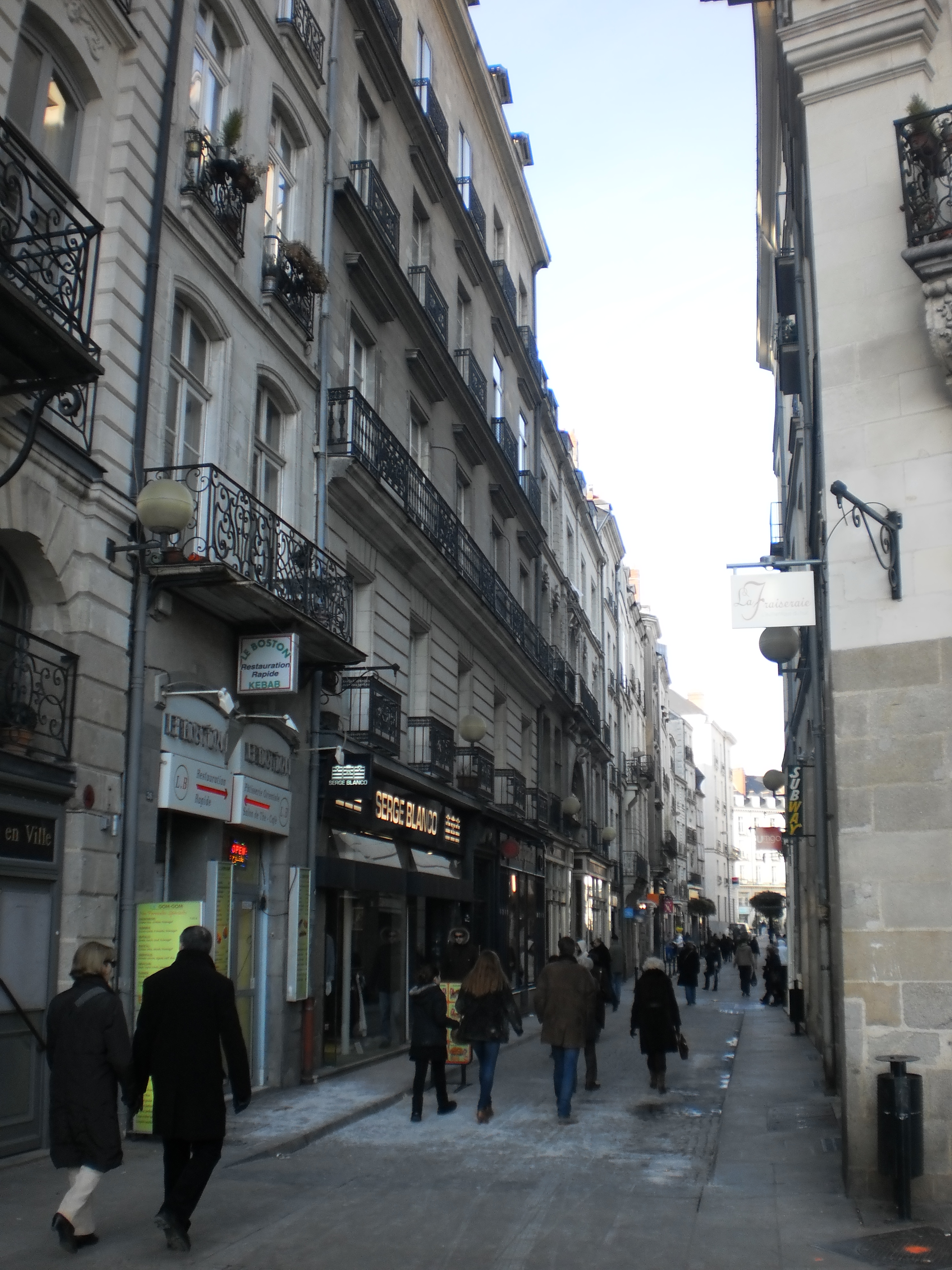
La rue de la Fosse vue de la place de la Bourse.

Située dans le centre-ville de Nantes, la rue est en ligne droite, elle suit un axe nord-nord-est/sud-sud-ouest, et ne présente pas de déclivité. Elle part de la place Royale, pour rejoindre la place de la Bourse. Elle croise la rue de Guérande, la rue du Port-au-Vin, la rue du Puits-d'Argent, la rue François-Salières et le passage Pommeraye. La voie est pavée, la circulation automobile y est réduite, la rue faisant partie d'une aire piétonne.

## Origine du nom
Elle tient son nom actuel au fait qu'elle prolonge de quai de la Fosse, dont elle était l'axe d'accès principal à partir de la ville intra-muros avant la fin du XVIIIe siècle. La « Fosse » est le nom d'un chenal naturel de faible profondeur creusé par la Loire, qui court le long du quai et allait naguère jusqu'au pied du palais de la Bourse situé place du Commerce.

## Historique
Dans la ville configurée par les remparts du XVe siècle, la rue de la Fosse, à l'extérieur des murailles, est la voie de communication entre la porte Saint-Nicolas (avec son « boulevard » fortifié) et le port le plus actif de Nantes, le quai de la Fosse. Après la création de la place Royale par Mathurin Crucy, la rue de la Fosse est l'une des cinq grandes rues qui desservent l'esplanade. L'importance de la rue ne permet pas d'en modifier le tracé, et l'orientation de la rue de la Fosse, en oblique par rapport à l'axe de la place Royale, est la motivation principale du choix de donner une forme d'hémicycle à la partie ouest de la place, afin d'établir une symétrie.
La parfumerie Sarradin, dont l'existence est attestée en 1781, située au no 7 de la rue, a été tenue notamment par Paul-Émile Sarradin (1825-1909), maire de la ville de 1899 à 1908. Depuis, la parfumerie a été remplacée par une librairie.
La voie a été dénommée « rue Thurot » avant de prendre sa dénomination actuelle. 
C'est dans cette rue que Jean-Baptiste Ceineray finit ses jours, dans la maison Merot du Barré, au no 9, où il meurt le 29 juin 1811.
Le 13 juin 1828, Jules-Élie Delaunay, futur peintre, vient au monde, au no 4 de la rue, où son père Élie-Vincent Delaunay tient un commerce de cirier.

## Bâtiments remarquables et lieux de mémoire
Au no 2 de la rue, à l'angle avec la rue de Guérande, s'élève une maison, datant en partie du XVe siècle, et fortement remaniée au XVIIe siècle. Les décors intérieurs sont peints vers 1650. La façade donnant sur la rue de la Fosse est à pans de bois, celle donnant sur la rue de Guérande et en pierre blanche. Les façades et toitures, ainsi que les décors peints du premier étage, de cette maison, est inscrite au titre des monuments historiques depuis le 5 octobre 1993.

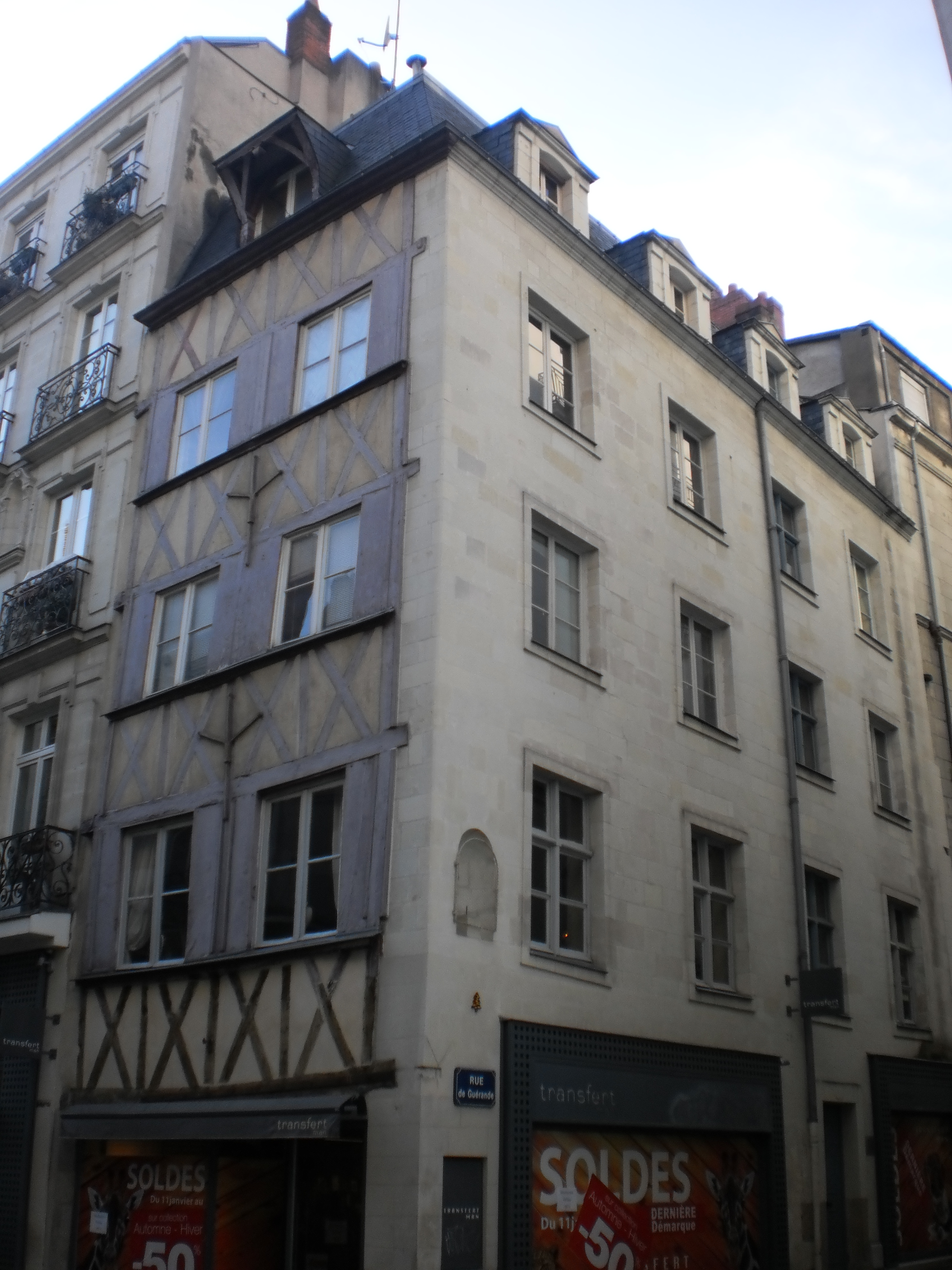
Immeuble situé au no 2, inscrit aux monuments historiques
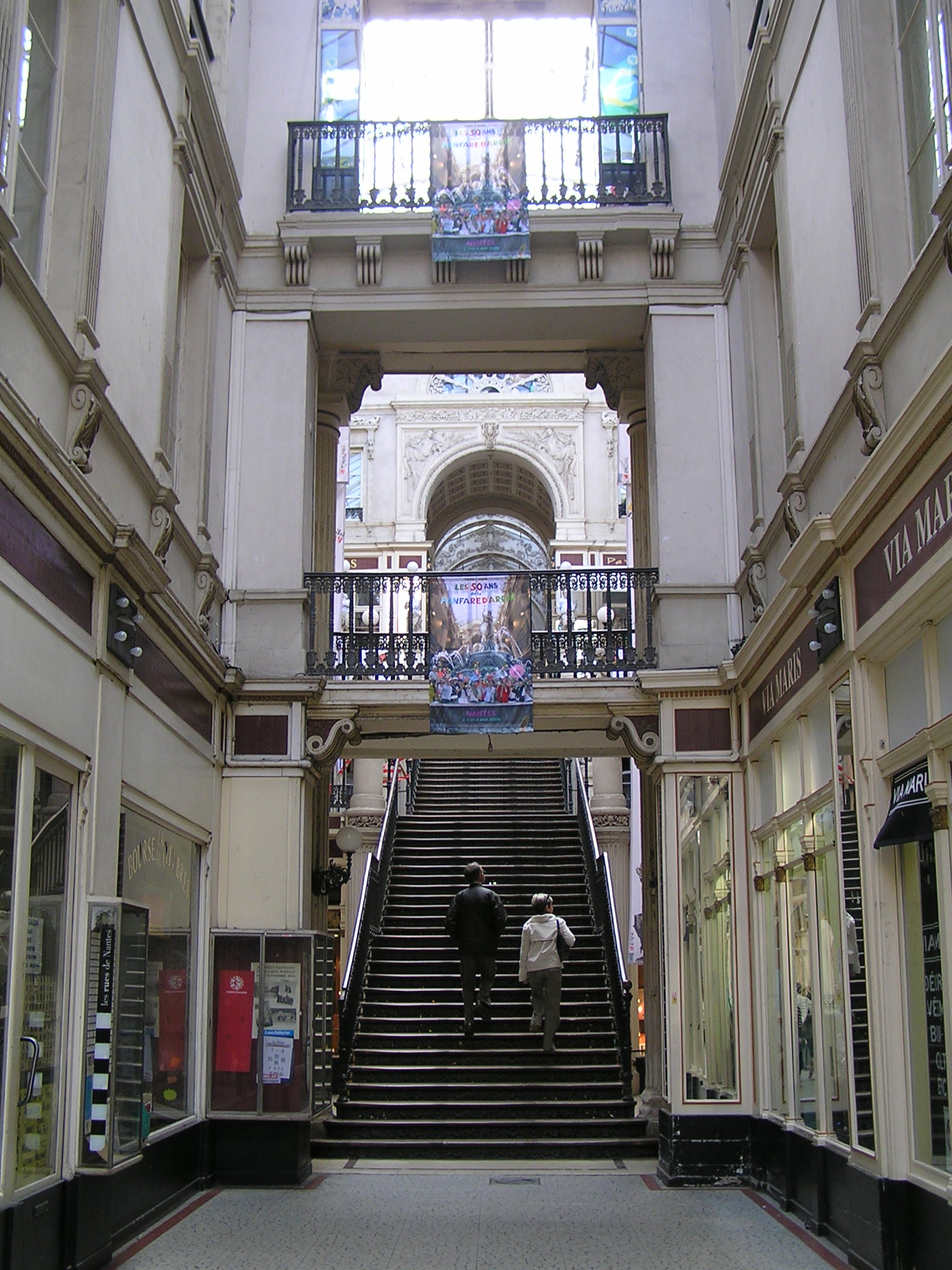
Le passage Pommeraye vu depuis l'entrée de la rue de la Fosse
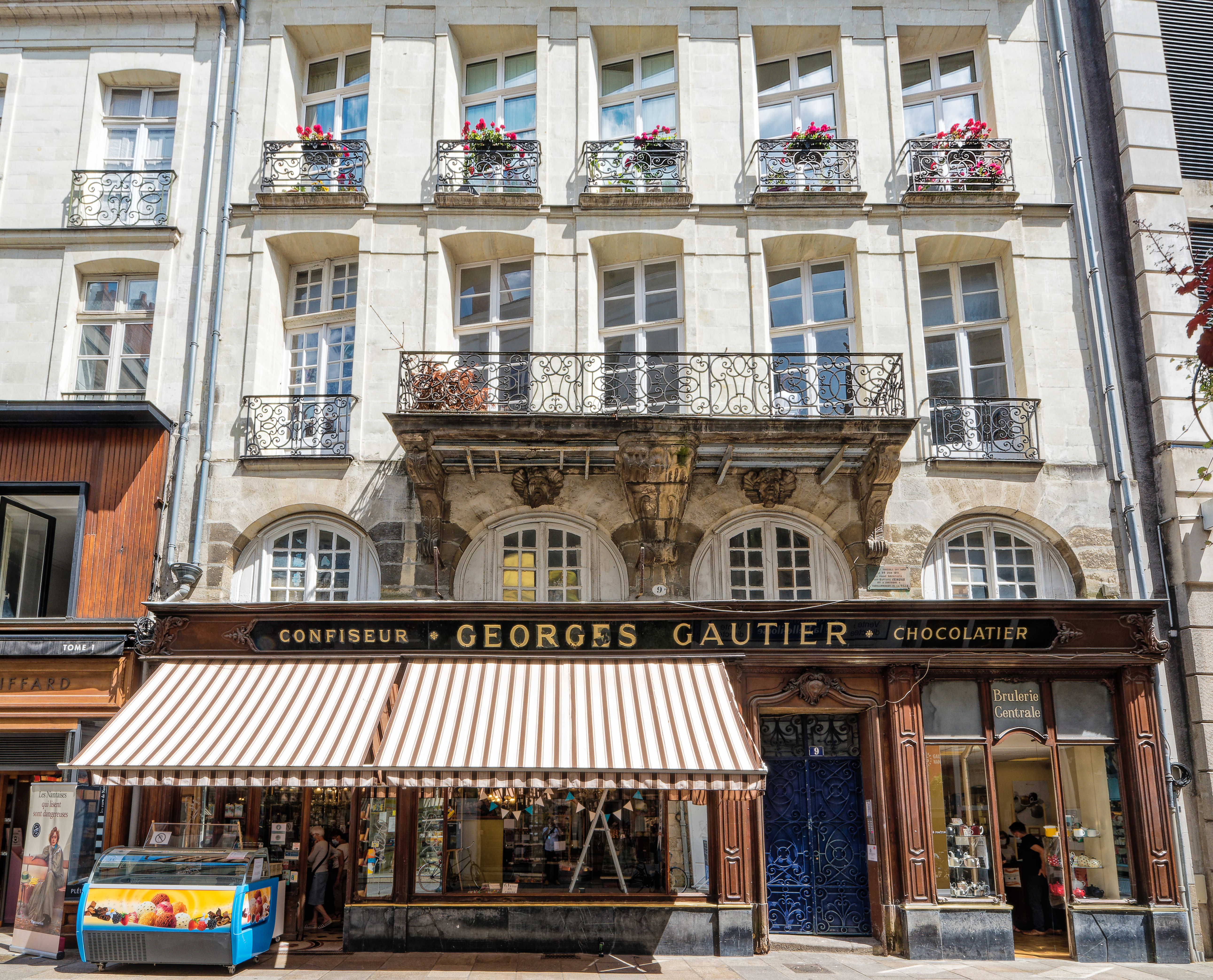
Chocolaterie-confiserie Georges-Gautier

La chocolaterie-confiserie Georges-Gautier, au no 9 de la rue est une illustration de ce qu'était l'architecture commerciale de la fin du XIXe siècle, avec ses motifs géométriques et floraux, son pavement de marbre, son lustre de cristal, son plafond œuvre du Nantais Picou, son comptoir et sa caisse en bois.
Au no 4, la façade est ornée d'un bas-relief composé autour d'une abeille ; cette sculpture est due à la présence dans l'immeuble, au début du XIXe siècle, d'un cirier, Jules-Vincent Delaunay (père du peintre Jules-Élie Delaunay), qui s'est doté de cette enseigne.

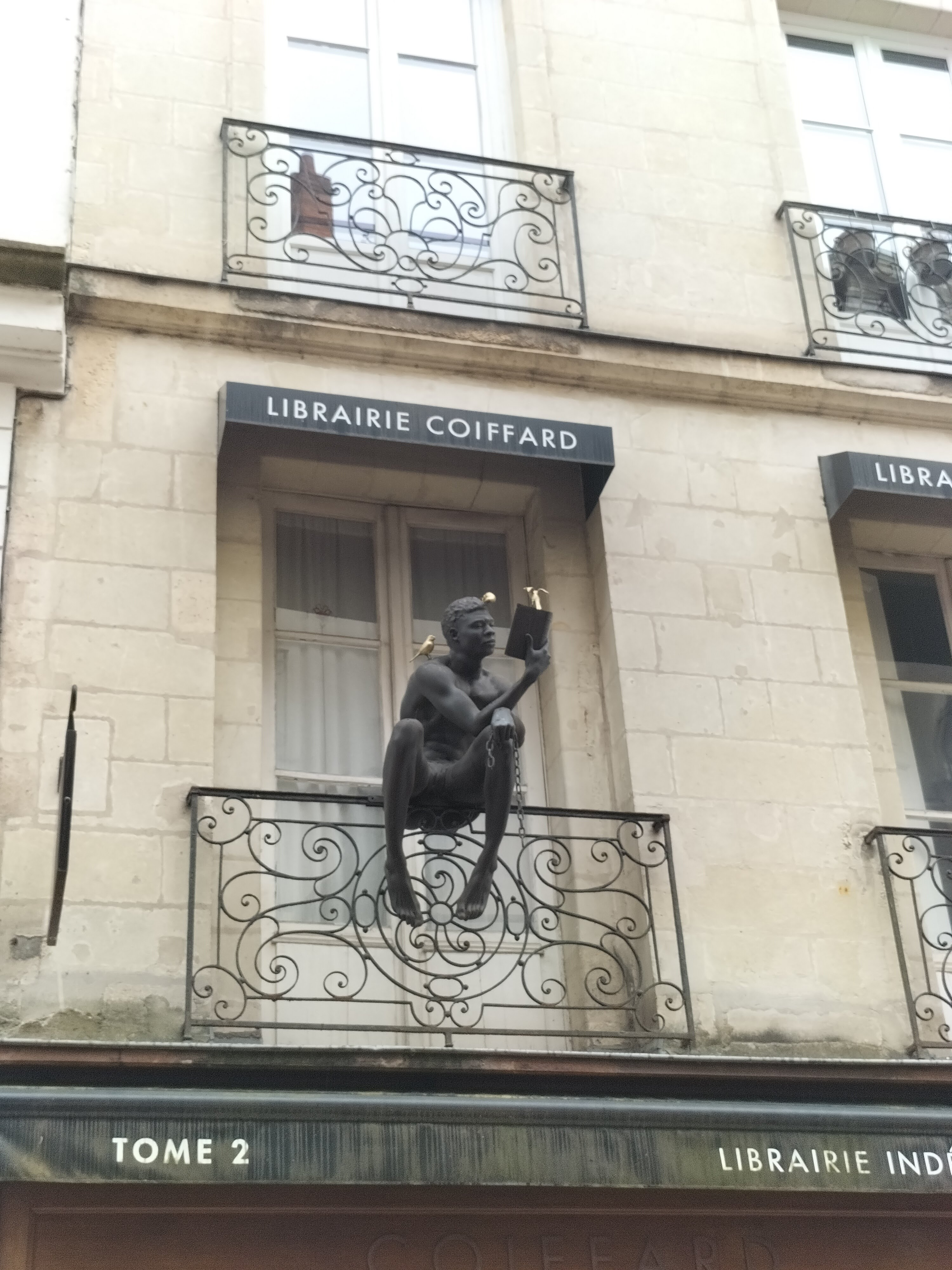
Le liseur aux canaris, au dessus de la libraire Coiffard, montrant un esclave noir s'émancipant par la lecture.

Au no 8, sur le garde-corps du balcon situé au dessus de la librairie Coiffard, une sculpture est inaugurée le 6 juillet 2019 à l'occasion du centenaire de l'établissement,. Nommée Le liseur aux canaris, l'œuvre de l’artiste-designer Stéphane Phélippot figure un homme noir presque entièrement nu, lisant un livre et tenant dans l'autre main une chaine. Elle fait à la fois référence au passé négrier de la ville, mais aussi à l'émancipation par la lecture.
Entre les nos 20 et 22 se situe l'entrée du passage Pommeraye, une galerie commerciale construite de 1841 à 1843. Ce passage sur trois niveaux est classé au titre des monuments historiques.
Au no 26, un immeuble présente sur la rue une façade étroite. Fruit de l'urbanisme préconisé par le maire de Nantes Gérard Mellier du début du XVIIIe siècle, il a été bâti avec la contrainte d'une parcelle « en lanière » héritée du Moyen Âge. Une allée mène à une cour rectangulaire où un escalier en bois permet d'accéder aux étages.